# Mindat.org

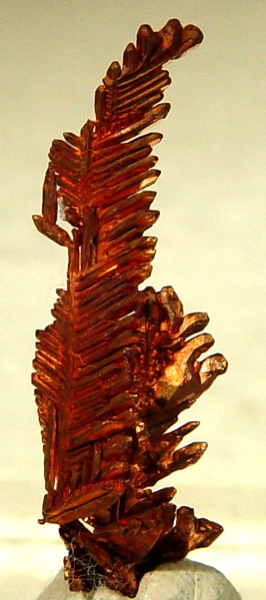
"Pluma" de cobre cristalino de la mina de Itauz, Kazajstán, un ejemplo de una fotografía de la base de datos Mindat.

Mindat.org es una base de datos de mineralogía de uso público y gratuito creada por Jolyon Ralph en el año año 2000. Alega ser la mayor base de datos y el sitio web con mayor cantidad de información sobre mineralogía existente en Internet. Además de tener información sobre minerales tiene información sobre geología.

## Historia
El inicio de MinDat está en una base de datos creada para uso propio por Jolyon Raph en 1993. En el año 2000, registró el dominio www.mindat.org y el día 10 de octubre de ese año hizo una llamada pública a la colaboración. Al año siguiente, la base de datos tenía ya un tamaño significativo, incluyendo varios miles de fotografías. Aunque pueden utilizarse pseudónimos, la inmensa mayoría de los colaboradores utilizan su propio nombre, lo que evita actuaciones vandálicas. En julio de 2010, se habían alcanzado las 220.000 localidades, con 320.000 fotografías. Actualmente forma parte del Hudson Institute of Mineralogy.

## Construcción
La base de datos se construye con las aportaciones de los usuarios registrados con derecho de acceso. Unos 4000 son colaboradores regulares, procedentes de 104 países, y sus contribuciones son examinadas antes de hacerse públicas. También existen unos 450 colaboradores expertos, de 40 países, que pueden añadir información y editar parte del contenido, generalmente con aprobación automática. El equipo de gestión está formado por unos 50 expertos, que fijan la política y ejecutan el control final.
MinDat actúa como fuente secundaria, con datos basados en referencias publicadas, y también como fuente primaria, con datos aportados por el examen de la localidad o mineral por parte del colaborador, que en ese caso sirve como referencia. 

## Utilización
Además de las búsquedas habituales de una base de datos, en los últimos años se están utilizando los macrodatos de Mindat  como base para el estudio de yacimientos con paragénesis raras y complejas, especialmente de minerales secundarios, para los análisis estadísticos de la rareza de minerales, de la distribución espacial (ecología mineral), de la  diversidad y prospectiva de potenciales nuevas especies, por ejemplo, del vanadio y sobre la evolución mineral.